# Luis Venegas de Henestrosa
Luis Venegas de Henestrosa (Ecija, actual provincia de Sevilla hacia 1510 - Taracena, en la provincia de Guadalajara, 27 de diciembre de 1570) compositor español, del Siglo de oro.

## Biografía
Se sabe poco de su vida. Formó parte del séquito del cardenal Juan Pardo de Tavera (1472-1545), arzobispo de Santiago de Compostela y más tarde de Toledo, mecenas e influyente personaje. Aparece a principio de la década de 1530 como asalariado del cardenal, al servicio del cual estará hasta la muerte del prelado. Al parecer era sacerdote, porque se le menciona en 1543 como párroco de la iglesia de Hontova (hoy Hontoba, en la provincia de Guadalajara).

## Obras
Publicó en 1557, en la imprenta de Juan de Brocar de Alcalá de Henares, el Libro de cifra nueva para tecla, arpa y vihuela, del que no quedan más que dos ejemplares conservados en la Biblioteca Nacional de Madrid. Contiene más de 200 piezas para arpa, clavicordio o vihuela.
El propósito de la obra era la demostración de una tablatura de escritura musical inventada por el mismo Henestrosa, que tenía las indicaciones sobre las digitaciones y los principios de la notación medida. La mayor parte de las piezas son transcripciones o arreglos de pasajes de otros compositores, españoles o franceses, identificados por sus nombres, de los géneros más variados: danzas, fantasías instrumentales, piezas vocales profanas y sagradas. Entre ellas hay algunas que pueden ser originales de Henestrosa, sin que haya prueba convincente.

## Discografía seleccionada
- Libro de Cifra Nueva , 31 pièces - Paola Erdas, clavecín - Stradivarius, 2008
- Libro de Cifra Nueva - Genoveva Gálvez, clavicembalo y clavicordio - Hispavox Colección de Música Antigua Española, distr. EMI 2005
- La Musique de Cour des Rois Catholiques et Charles I° (con composiciones de Diego Ortiz) - Capella Virelai, Jordi Requant - La Ma de Guido, 2008

### Piezas sueltas
- O Lux Beata, renaissance Harp Music - Becky Baxter - Dorian (Naxos), 2000
- Ministriles Reales - Hesperion XX & XXI, Jordi Savall - Alia Vox, 2009
- Music for Philip of Spain - Charivari Agréable - Signum, 1999
- El Arte de Fantasía, 11 pièces - Andrew Laurence-King, The Harp Consort - Harmonia Mundi, 2004
- Canto del Cavallero - José Miguel Moreno - Glossa, 1995
- Canciones de la vieja Europa - Aquel Trovar - Fonoruz, 2017

- Datos: Q3266854

[[Categoría:Compositores de España del siglo XVI